# Барезија сир л'Ен
Барезија сир л'Ен (фр. Barésia-sur-l'Ain) насеље је и општина у источној Француској у региону Франш-Конте, у департману Јура која припада префектури Лон ле Соније.
По подацима из 2011. године у општини је живело 153 становника, а густина насељености је износила 16,29 становника/km². Општина се простире на површини од 9,39 km². Налази се на средњој надморској висини од 480 метара (максималној 567 m, а минималној 423 m).

## Демографија
| 1962. | 1968. | 1975. | 1982. | 1990. | 1999. | 2011. |
| ----- | ----- | ----- | ----- | ----- | ----- | ----- |
| 63    | 83    | 55    | 49    | 62    | 98    | 153   |

График промене броја становника у току последњих година